# Legea
Legea (італ. Legea) — італійська компанія, виробник спортивних товарів. Асортимент фірми орієнтований головним чином на спортивні товарі, які використовуються в іграх з м'ячем. Штаб-квартира знаходиться у місті Помпеї, де у 1993 році Giovanni Acanfora, Emilia Acanfora, Luigi Acanfora заснував компанію.
У 2002 році фірма очолила італійський ринок спортивних товарів за сумарною кількістю продаж, та за кількістю проданих товарів.
На чемпіонаті світу з футболу 2010 року «Legea» була технічним спонсором збірної КНДР з футболу. Серед футбольних клубів, які виступають в екіпіруванні фірми: «Чорноморець» (Одеса), «Лечче», «Локомотив» (Софія), та інші.